# Thief
Thief [θiːf] (engl. für „Dieb“) ist eine Computerspielreihe, die das Genre der Stealth-Computerspiele, bei denen heimliches Vorgehen den Spielverlauf prägt, zusammen mit Metal Gear Solid und Tenchu: Stealth Assassins begründete. In der älteren Berichterstattung wird die Serie auch nach dem deutschen Leittitel der ersten beiden Veröffentlichungen mit Dark Project bezeichnet. Die Serie besteht aus insgesamt vier Teilen: Dark Project: Der Meisterdieb (1998), Dark Project 2: The Metal Age (2000), Thief: Deadly Shadows (2004) und Thief 4 (2014). Die Thief-Reihe gilt als prägend für das Genre der Stealth-Computerspiele und beeinflusste nachfolgende Titel wie Deus Ex und Dishonored: Die Maske des Zorns.

## Spielprinzip
Die Geschichte von Thief handelt von Garrett, einem Meisterdieb, der zur Sicherung seines Unterhalts diverse Raubzüge unternimmt, die sich jedoch meist anders entwickeln, als er dachte.
Dabei stellt er sich als egoistischer Antiheld und Einzelgänger heraus. Die Handlung selbst spielt hauptsächlich in einer Stadt mit mittelalterlichem Flair, gemischt mit Steampunk, Fantasy-Elementen und mit, für dieses Zeitalter untypischen, Maschinen. Über alle vier Teile bleibt diese Stadt ohne Namen und wird meist nur Die Stadt (engl.: The City) genannt. Die Atmosphäre erinnert an ein Mittelalter, welches verfrüht von der Industrialisierung ergriffen wurde und ähnelt der Erscheinung dem viktorianischen Zeitalter. Im ersten Teil kommen beispielsweise Alarmanlagen vor, ab dem zweiten sogar mit Dampf angetriebene Roboter. Die Schauplätze variieren zwischen prunkvollen oder seltsamen Adelshäusern, Gefängnissen, alten Ruinen und zerfallenen Gruften. Mit Hilfe von gezeichneten, stilvollen Zwischensequenzen wird der Spieler zu Beginn einer jeden Mission über das Vorhaben Garretts und den Ort des Geschehens informiert.
Während der Reise durch dunkle und manchmal unwirklich anmutende Gemäuer und Schauplätze trifft Garrett auf allerlei Wachen und Soldaten. Auch die Priester einer „Sekte“, genannt die Hammeriten, welche ihrem Gott, dem Erbauer, dienen sowie Untote und Fabelwesen gehören zu den Gegnern. In Dark Project 2 wurde jedoch wegen vermehrter Kritik Abstand von vielen Fabelwesen genommen.
Garretts größte Feinde sind Licht und Lärm, denn nur, wenn er sich geräuschlos in den Schatten bewegt, wird er nicht entdeckt. Sollte Garrett aber doch gefunden werden, hilft oft nur noch die Flucht, denn ein Dieb ist ein schlechter Nahkämpfer. Nur in die Ecke gedrängt ist noch das Schwert von Garrett eine halbwegs gute Hilfe, doch endet ein Kampf mit demselbigen meist nicht unverletzt. Die wichtigsten Werkzeuge auf den Diebestouren sind der Knüppel, der Dietrich sowie der Bogen, mit dem verschiedene Arten von Pfeilen verschossen werden können:
- Seilpfeile dienen zum Erklimmen höher gelegener Bereiche, können sich jedoch nur in Holz oder Erde verankern und danach wieder mitgenommen werden.
- Wasserpfeile löschen lästige Lichtquellen wie z. B. Fackeln. Im zweiten Teil der Spieleserie können mit Wasserpfeilen auch die Roboter außer Gefecht gesetzt werden, welche eine Art Dampfantrieb besitzen.
- Moospfeile ermöglichen es, sich mittels eines damit aufgebrachten Moosteppichs auf jedem Untergrund geräuschlos fortzubewegen. Ferner können im dritten Teil Feinde für ein paar Sekunden außer Gefecht gesetzt werden, wenn ihnen ein Moospfeil ins Gesicht geschossen wird.
- Lärmpfeile lenken Gegner ab und können nach Gebrauch wieder eingesammelt werden.
- Breitkopfpfeile können Gegner verletzen und ebenfalls zum Erzeugen von Lärm benutzt werden, gehen dabei aber im Gegensatz zum Lärmpfeil zu Bruch, wenn man sie nicht in einen Holzkörper schießt.
- Feuerpfeile explodieren beim Aufschlag und verursachen schwere Verletzungen oder können beispielsweise Pulverfässer zur Explosion bringen oder Fackeln entzünden.
- Gaspfeile sind die wohl effizienteste Waffe im Spiel, denn sie betäuben sofort, ohne zu töten. Jedoch kosten diese sehr viel und stehen auch nur selten zur Verfügung.

Im Grunde ist das Spiel lösbar, ohne auch nur einen einzigen Gegner zu töten oder mit dem Knüppel bewusstlos zu schlagen. Zumindest was das Töten angeht, ist dies in den ersten beiden Teilen auf dem höchsten Schwierigkeitsgrad auch als Bedingung für die erfolgreiche Lösung fast aller Missionen angegeben. Sollte der Spieler dennoch dieses Ziel verfehlen, so gilt der Auftrag als nicht erfüllt und der Spieler wird mit dem vorzeitigen Ende der Mission bestraft.

## Fraktionen
Im Spiel treten vornehmlich drei Fraktionen auf:
Die Hüter (im Original Keepers) sind ein alter Bund von Beobachtern, die sich der Erhaltung des Gleichgewichts der Welt verschrieben haben. Garrett wurde von ihnen erzogen, beschloss aber später, sich von ihnen zu trennen. Zugleich ist aber die Ausbildung, die er bei ihnen genossen hat, die Basis für seinen Erfolg als „Meisterdieb“. Obwohl er es ablehnt, weiter etwas mit ihnen zu tun zu haben, spielt er in jedem der drei Teile eine wichtige Rolle in ihren Prophezeiungen und arbeitet ihnen dabei mehr oder weniger in die Hände. Ihre Kräfte beziehen die Hüter vor allem aus der Kraft der Glyphen (vgl. Hieroglyphen), die ihnen die Kraft der Magie verleihen und deren Bücher in diesen Glyphen verfasst sind. Auch wenn die Hüter größtenteils wissen, wie die Zukunft aussehen wird, mischen sie sich niemals aktiv in die Geschehnisse der Welt ein. Stattdessen machen sie Gebrauch von Garrett, welchen sie indirekt auf den rechten Weg führen. Ihren ersten echten Auftritt haben die Hüter aber erst im dritten Teil der Serie, in den vorigen Teilen sieht man sie höchstens in Zwischensequenzen. Der wichtigste von ihnen ist für Garrett Hüter Artemus, sein einstiger Mentor und der einzige, den Garrett überhaupt anhört. Das Symbol der Hüter ist das Schloss bzw. das Schlüsselloch.
Der Orden der Hammeriten (im Original Hammerites) ist eine Sekte religiöser, teils magiebegabter Fanatiker. Sie haben ihr Leben ihrem Gott, dem „Erbauer“ (Builder), verschrieben. Sein Wort tragen sie in die Stadt hinaus, die in ihren Augen wenig Platz für Sünder und Ungläubige bietet. Sie tragen einen riesigen Hammer mit sich, der ihnen sowohl als religiöses Objekt wie auch zur Verteidigung dient. Sie verachten über alles die Ungläubigen, die Heiden, die der Natur huldigen und den Schwindler (Trickster) anbeten. Ihre Schriften und Glaubenssätze sind hart und drakonisch. So setzen die Hammeriten weniger auf Bekehrung als vielmehr auf Folter und Gefängnis. Dennoch stellen sie die treibende Kraft in der Stadt dar und repräsentieren Ordnung und Religion. Ihr Auftreten vereint viele Züge der mittelalterlichen christlichen Kirche und der Inquisition. Ihre Symbolik ist zum einen der Hammer wie auch der Prozess der Metallverarbeitung, auf dem viele Metaphern fußen.
Die Heiden (im Original Pagans) repräsentieren die Kräfte der Natur. Sie huldigen dem Waldfürst, entfernt von den Städten in Wäldern oder im Untergrund, verabscheuen jegliche Technologie und leben in Harmonie mit der Natur und ihren Kreaturen. Nur wenige Heiden sind erfahren im Kampf, weshalb sie eher auf List und Tarnung als auf eine direkte Konfrontation setzen. Auch sie können die Kräfte der Magie wirken. Auf die Bewohner der Stadt sind sie nicht gut zu sprechen und die Hammeriten sehen sie als ihre Feinde an. Ihr Symbol ist das dritte Auge des Schwindlers.
In Dark Project 2 taucht noch eine weitere Fraktion auf, die Mechanisten, ein Schisma der Hammeriten, angeführt durch den charismatischen, selbsternannten Propheten Karras. Diese verachten, mehr noch als die Hammeriten, jegliche Natur. Auch unter ihnen befinden sich magiebegabte Priester des Karras und des Erbauers. Sie erfinden dampfbetriebene Roboter und Maschinen, deren Geschichte die gesamte Handlung im zweiten Teil der Thief-Serie bildet.

## Charaktere
- Garrett: Er ist der Protagonist des Spiels, ein Antiheld und sarkastischer Eigenbrötler. Obwohl er sich durch seine Raubzüge nur seinen Lebensunterhalt verdienen wollte, entwickelte sich alles anders als er dachte. Entgegen seinen Ambitionen wird er stets in die Geschichten der Stadt und Prophezeiungen der Hüter einbezogen, obwohl er dies nie wollte. In der deutschen Sprachversion wird Garrett von Andreas Brucker (Dark Project) bzw. Torsten Michaelis (Dark Project 2) gesprochen, im englischen Original jeweils von Stephen Russel.
- Vater Karras: Ein selbsternannter Prophet und Fanatiker mit der Idee, alles biologische Leben auf der Welt zu vernichten, auf dass nichts außer seinen Maschinen den Glanz des Erbauers trübe. Er spaltet sich im zweiten Teil der Thief-Reihe von den Hammeriten ab und gründet ein Schisma jener Religion, die er als Mechanisten bezeichnet. Sein Plan, mithilfe seiner Diener die Stadt auszurotten wird durch Garrett vereitelt und er stirbt durch seine eigenen Kinder in der Kathedrale von Soulforge. In der englischen Sprachversion besitzt Karras einen schweren Sprachfehler, der seiner charismatischen Persönlichkeit jedoch keinen Abbruch tut.
- Caduca: Deuterin Caduca liest die Prophezeiungen der Hüter aus den verstaubten Manuskripten in den Bibliotheken der Hüter vor. Die Deuterin ist blind und liest die Glyphen nur mit Hilfe ihrer Hände in lateinischer Sprache vor. Das kleine Mädchen Gamall übersetzt dabei das Gesprochene Caducas in verständliche Worte.
- Gamall: Übersetzerin Gamall ist ein äußerlich junges Mädchen, das die fremden Texte von Interpreter Caduca übersetzt. Unter ihrer Haut steckt jedoch eine Hexe, genannt The Hag, die bereits jahrhundertelang auf der Suche nach der letzte aller Glyphen ist, die einzige Macht, die ihre Kräfte aufhalten könnte. Sie ist es, auf die sich die Prophezeiung des Brethren and Betrayer bezieht. Letztendlich werden ihre Machenschaften durch Garrett vereitelt und ihre Macht schwindet. Was genau mit ihr nach den Geschehnissen des dritten Teils passiert, ist unbekannt.
- Hüter Artemus: Der Hüter Artemus ist eine weitere wichtige Person im Spiel. Wie alle Hüter versucht er, das Gleichgewicht zwischen Gut und Böse (bzw. zwischen Natur und Maschine) zu halten. Aus der Prophezeiung geht hervor, dass ein abtrünniger Hüter die Welt verändern und auch retten wird. Artemus glaubt, dass Garrett dieser Abtrünnige ist und steht ihm so gut es geht zur Seite. Jedoch verrät er nie zu viel und wirkt immer geheimnisvoll. Fans der Reihe beschwerten sich bei Eidos, als Artemus im dritten Teil der Spielreihe von Gamall getötet wurde.
- Cutty: Garretts Auftraggeber im ersten Teil der Serie. Als Garrett für Cutty ein Zepter stehlen muss, verhaften die Hammeriten Cutty und sperren ihn in das Cragscleft-Gefängnis. Als Garrett ihn befreien will stirbt Cutty an Lungenentzündung, erzählt Garrett aber noch von einem Horn, das in den Katakomben der Adelsfamilie Quinus liegt.
- Schwindler: Der Schwindler ist der Gott der Heiden und taucht im ersten Teil auch unter dem Namen Constantine auf. Garrett sollte für ihn einen Stein namens Das Auge aus einer alten Hammeriten-Kathedrale besorgen und bot Garrett dafür eine Million Gold. Als Garrett mit dem Auge zurückkehrte, verriet der Schwindler sein wahres Gesicht. Doch Garrett schaffte es schließlich das Auge mit einem falschen Auge der Hammeriten auszutauschen und damit das dunkle Ritual des Schwindlers zu vereiteln (Vernichtung der Menschheit mit einem Fluch) und ihn zu töten.
- Viktoria: Heidin, vermeintliche Assistentin Constantines und nach dessen Tode die Anführerin der Heiden. Sie hatte Garrett dazu angestiftet ein Zauberschwert aus dem Haus des Schwindlers zu stehlen, wodurch Garrett auch in Kontakt mit diesem kam. Nachdem sie im ersten Teil Garrett ein Auge ausgerissen hatte, verschwand sie wieder und tauchte erst wieder im zweiten Teil auf. Dort bat sie Garrett um Unterstützung im Kampf gegen Karras und seine Mechanisten. Sie opferte sich schließlich selbst im Endkampf gegen die Roboter von Karras, um die Kathedrale mit Pflanzen zu füllen, die für Garrett ausreichen, das Giftgas in der Kathedrale zu verbreiten und damit Karras zu besiegen.
- Sheriff Gorman Truart: Sheriff Gorman Truart taucht im zweiten Teil der Serie auf und verbündet sich mit Karras. Truart gibt Karras Gefangene, damit dieser sie in mechanische Diener umwandeln kann. Als Garrett bei Truart einbricht um ihn mit einer Aufnahme zu erpressen wird dieser allerdings von einem Auftragskiller der Heiden ermordet.

## Sprache
Für deutsche Spieler erst ab dem dritten Teil erkennbar bedient sich die Thief-Reihe Dialekte für die verschiedenen Fraktionen. Die Hammeriten nutzen archaische Wortkonstruktionen, wie sie zur Zeit Shakespeares gesprochen wurden (bzw. wie die Entwickler sich dies vorstellten; es sind in der Tat bereits in untenstehendem Auszug massive Fehler in der Zuordnung der Konjugationsendungen festzustellen, die schlicht auf die gemeinhin vorherrschenden Klischees zurückzuführen sind). Die Heiden sprechen einen Dialekt, der am ehesten einer Pidgin-Sprache des Englischen nahekommt, mit gewollten, aber euphonischen Grammatikfehlern. Die Mechanisten sprechen in Gebeten, die Karras von den Hammeriten neu verfasst hat.
Hammeriten:

“Thy time is not thine own – it needs must be devoted to the great work of our Order. When thou taketh thy repast, have care that thou dost not congregate with thy fellows, lest thou lure thyself and thy fellows into delay. Proper time for prayer mayst be taken at dawn, at noon, at eventide, and at night.”

„Eure Zeit auf Erden gehört nicht euch – sie dient dem Wohlergehen unseres Ordens. Wenn ihr esset, so tut dies allein, um weder eure, noch die Zeit eurer Brüder zu vergeuden. Angemessene Zeiten für Gebete sind die Morgendämmerung, die Mittagszeit, der Abend und die Nacht.“

Heiden:

“If them Paw is tookered without the ritual, them Jacknall’s Paw bes will kills they that tookered it. The foolsy Pugleaf bes deaded this way, in his forgetting. Bes will none us ever forget again.”

„Die Tatze wird jeden vernichten, der es wagt, sie ohne das Ritual an sich zu reißen. Dies musste der törichte Mopsblatt am eigenen Leibe erfahren. Möge uns sein Tod für alle Zeit eine Lehre sein.“

Außerdem findet das Wort „taffer“ Verwendung in Thief. Mit dem Wort, das im Englischen keine Bedeutung hat, wird oftmals Garrett tituliert, wenn er beim Diebstahl entdeckt wird. Eine entsprechende Übersetzung wäre wohl „Herumschnüffler“. Ebenso findet die Wendung „to taffer“ oder „taffing around“ im gleichen Zusammenhang Verwendung. Weiterhin treten im dritten Teil noch sprechende Statuen auf, die nur über geringe Fähigkeiten der Artikulation verfügen. Ihre Sätze sind langsam formuliert und beinhalten vielfach Wiederholungen desselben Sachverhalts zur Verstärkung des Gesagten:
„Gone and missing and gone and stolen and gone.“ oder stärker: „Die and die and die and die and die.“
Eine weitere sprachliche Besonderheit stellen die „Kinder des Karras“ (Wachroboter aus dem zweiten Teil) dar: Sobald sie etwas bemerken, wird ein Satz aus vorgegebenen Bausteinen generiert, der folgende Form hat: Art der Wahrnehmung – was gefunden wurde – Einschätzung der Situation, z. B.:
„Ich habe gesehen – ein Eindringling – feindlich und gewalttätig – vernehmet die Worte des Karras.“ oder „Ich habe gefunden – nichts – keine Gefahr.“

## Veröffentlichungen

### Dark Project: Der Meisterdieb

Logo des ersten Teils

Der 1998 veröffentlichte erste Teil der Reihe wird weitgehend als Revolution der Spielewelt gesehen. Im deutschen Sprachraum erschien das Spiel unter dem Titel Dark Project: Der Meisterdieb. Der englische Originaltitel lautet dagegen Thief: The Dark Project, man hatte also den Untertitel als Titel verwandt. Zwar präsentierte sich das Spiel als Ego-Shooter, stellte letztlich jedoch das Gegenteil von Action dar. Verhält sich der Spieler offensiv und brutal, ist nicht nur der Sinn des Konzepts verfehlt, sondern auch die Lösung mancher Aufgaben unmöglich.
Das Spiel erregte direkt Aufsehen und unter den Spielern entstand schnell eine feste Fan-Gemeinschaft. Nicht wenige kritisierten jedoch, dass die Idee eines „Diebes“ zugunsten einer mystischen Story vernachlässigt wurde. Hatte man anfangs vermutet, sein Können als Einbrecher an verschiedenen Lokalitäten unter Beweis zu stellen, wurde man stattdessen oftmals auf regelrechte Abenteuerreisen à la Indiana Jones geschickt. Dabei stieß man auch auf Gegner, bei denen Schleichen (der eigentliche Sinn des Spielekonzepts) kaum noch nötig war.
Das Spiel basierte auf der Dark Engine, welche ebenfalls von Looking Glass entwickelt wurde. Schon damals war die Grafik und auch die Möglichkeiten der Engine jedoch nicht zeitgemäß. Konkurrenten wie z. B. Quake II oder vor allem Unreal lieferten bereits Engines, welche die von Looking Glass überflügelten. Dank des bis dato einzigartigen Konzepts wurde über diesen Missstand meist jedoch hinweggesehen.

### Dark Project Gold
Dark Project Gold, die Director’s-Cut-Version von Dark Project, wurde 1999 veröffentlicht. Sie enthielt neben allen Fehlerkorrekturen (Patches) auch drei Bonus-Missionen, die sich in die Handlung einfügten. Außerdem lag der Gold-Edition noch DromEd bei, der Editor für Fan-Missionen, mit dem auch die Originalmissionen erstellt wurden.
Looking Glass arbeitete ebenfalls an einer Gold-Edition für den zweiten Teil, ging jedoch noch vor der Veröffentlichung in die Insolvenz. Die Bonus-Missionen für Dark Project 2 wurden nach einiger Zeit ins Internet gestellt. Es sind jedoch nur „Grundgerüste“ der Missionen. Einige Fans begaben sich an die Arbeit diese Grundstrukturen zu einem kompletten Level auszubauen.

### Dark Project 2: The Metal Age

Logo des zweiten Teils

Im Jahr 2000 veröffentlichte Looking Glass den Nachfolger zu Dark Project mit dem Titel Thief 2: The Metal Age. Im deutschen Sprachraum erschien das Spiel in Anlehnung an den Vorgänger unter dem Titel Dark Project 2: The Metal Age. Da der zweite Teil auf der Grafik-Engine seines Vorgängers beruht, hatten beide Titel fast das gleiche Aussehen und dieselbe Atmosphäre. Das Spielprinzip des ersten Teils wurde beibehalten, allerdings wurden auch viele Dinge ergänzt. Aufgrund von Kritik am ersten Teil wurde nun überwiegend auf übernatürliche Wesen verzichtet, stattdessen begegnet man im Spiel getreu dem Titel „Metallzeitalter“ vielen Maschinen und Robotern. Auch wurde das Arsenal des Spielers um ein ferngesteuertes Auge (Kamera-Auge) ergänzt. Zusätzlich wurden Verbesserungen an der künstlichen Intelligenz vorgenommen und weibliche Wachen und Soldaten ins Spiel eingefügt.
In Dark Project 2 stand mehr der Alltag eines Diebes im Vordergrund, was bedeutet, dass der Spieler die meiste Zeit damit beschäftigt ist, die Häuser reicher Leute auszurauben, anstatt wie oftmals früher auf Abenteuerreise zu gehen. Nach den Aussagen von Looking Glass wurden im Gegensatz zum ersten Teil zuerst die Levels erstellt und dann eine komplette Story geschaffen statt umgekehrt.
Das Lied, das im Abspann des Spiels, im Hauptquartier der Mechanisten und an anderer Stelle öfter zu hören ist, ist in der deutschen Version „Accingite vos“ von Subway to Sally.

### Thief: Deadly Shadows

Logo des dritten Teils

Der dritte Teil der Serie wurde abweichend von den Vorgängern von Ion Storm entwickelt, wo viele Mitarbeiter von Looking Glass nach der Pleite aufgenommen wurden. Das 2004 erschienene Spiel fußte auf dem Gerüst der Unreal Engine 2, die auch für Deus Ex: Invisible War Verwendung fand. Im Gegensatz zu den vorherigen Titeln wurde Thief: Deadly Shadows sowohl für Windows wie auch für Xbox produziert.
Vor allem aus diesen Gründen unterschied sich das Spiel stark von den Vorgängern in Sachen Aussehen und Gameplay und wurde von zahlreichen Fans der alten Titel auch weit weniger positiv aufgenommen.
Eine große Änderung war die Möglichkeit, die Stadt zu erkunden. Anstatt wie in den Vorgängern von Auftrag zu Auftrag zu springen, kann Garrett nun zwischen den Missionen durch die Stadt wandern und Händler besuchen, kleinere Aufträge erfüllen etc. Die Stadt stellt kein zusammenhängendes Level mehr dar, sondern ist durch Ladezonen miteinander verbunden. Zudem ist es stets Nacht, wenn Garrett durch die Straßen zieht.
Weiterhin eröffnet das Spiel die Möglichkeit, zwischen First-Person- und Third-Person-Perspektive zu wechseln und sich gegen Wände zu lehnen. Dadurch erinnerte es streckenweise stark an die Splinter-Cell-Reihe.
Im Gegensatz zu den zwei Vorgängern verfügt der dritte Teil über keine deutschsprachige Synchronisation.

### Thief (2014)

Logo des vierten Spiels

Im Mai 2009 gab Eidos Montreal bekannt, dass das Studio an Thief 4 arbeite und sich noch in einem frühen Entwicklungsstadium befinde. Diese Ankündigung diente unter anderem dazu, neue Mitarbeiter für das junge Entwicklerstudio zu gewinnen. Die Arbeiten am Spiel begannen jedoch erst mit zeitlichem Abstand zu dieser Ankündigung. Im März 2012 tauchten erstmals Bilder aus dem Spiel im Internet auf.
Am 6. März 2013 stellten Publisher Square Enix und Entwickler Eidos Montreal das Spiel schließlich offiziell vor. Der vierte Teil der Reihe stellt einen Reboot dar, hört entsprechend schlicht auf den Titel Thief und knüpft nicht an die Ereignisse aus Thief: Deadly Shadows an. Der Spieler schlüpft in die Rolle von Meisterdieb Garrett. Entwickler Eidos beschreibt Thief als „First-Person-Adventure mit intelligentem Design, in dem der Spieler die komplette Kontrolle übernimmt, mit der Freiheit, seinen Weg durch die Levels des Spiels selbst zu wählen“. Es erschien am 28. Februar 2014 für PS3, PS4, Xbox 360, Xbox One und Windows-PCs.

## Fan-Gemeinde
Nachdem ein Editor für Dark Project und Dark Project 2 veröffentlicht wurde, machten sich viele Fans daran, eigene Missionen zu erstellen. Zwischenzeitlich sind Hunderte solcher Fan-Missionen im Internet zu finden (auch in deutscher Sprache), die zum Teil manchen Original-Missionen gleichkommen oder gar populärer sind. Nachdem eine Petition von Spielern für einen Editor für den dritten Teil gestartet worden war, wurde auch dieser 2005 veröffentlicht.
Nach dem Ende des offiziellen Supports versuchte die Fan-Gemeinde den Support der Thief-Reihe für neue Hardware und Betriebssysteme über binäre Fan-Patches selbst aufrechtzuerhalten. Im Jahre 2010 wurde aufgrund eines Fehlers bei der Verteilung eines Entwickler-SDKs der Dreamcast-Quellcode für die Dark Engine ungewollt öffentlich verfügbar. Im September 2012 wurde ein großes Update der Dark-Engine verfügbar, welcher fehlende Unterstützung für moderne Grafik- und Soundhardware und Betriebssysteme nachrüstet, wahrscheinlich basierend auf dem geleakten Dreamcast-Quellcode. Eine Rück-Portierung dieser Variante für Thief 1 war möglich und mit weiteren Textur- und Missionsfixes der Community wurden dieser Engine-Patch zu einem Community-Patch namens TFix zusammengefasst, auch ein Update für Thief 2 (tafferpatch) und den Editor DromEd wurden veröffentlicht.

### Thief 2X: Shadows of the Metal Age
Thief 2X ist eine von Fans erstellte, unkommerzielle Erweiterung für den zweiten Teil der Reihe. Sie umfasst eine neue Kampagne, welche 13 Missionen sowie neue Zwischensequenzen, Sprachausgabe etc. beinhaltet. Bei der Entwicklung orientierte man sich streng am Original, um die Handlung ebenbürtig weiterführen zu können.

### Thievery UT
Von Black Cat Games stammt eine im gleichen Universum spielende Mod für Unreal Tournament namens Thievery, das Mitte 2002 erschienen ist. In diesem als Team-Multiplayer-Spiel konzipierten Mod kann man die Rolle entweder eines Diebes oder einer Wache übernehmen. Die Mod hat noch immer (Stand 2009) eine aktive, wenn auch kleine Community, wird heute aber nicht mehr weiterentwickelt. Die aktuelle Version 1.6 stammt vom 12. März 2006.

### Nightblade
Ebenfalls von Black Cat Games kommt Nightblade, eine Multiplayer-Mod für Unreal Tournament 3. Ursprünglich war diese Mod für UT2004 geplant, die Entwickler sind jedoch mittlerweile auf die neuere Unreal Engine 3 umgestiegen. Nightblade soll vom Spielprinzip her seiner Vorgänger-Mod Thievery ziemlich ähnlich werden.
Am 2. Februar 2009 gab das Entwicklerteam auf der offiziellen Internetpräsenz bekannt, dass die Produktion von Nightblade aufgrund von Mitgliederschwund ins Stocken geraten ist. Die verbleibenden Teilnehmer erhoffen sich derzeit, durch eine Reorganisation des Projektes an ihren Zielen festhalten zu können, schließen aber nicht aus, dass die Entwicklung möglicherweise aufgegeben werden muss.

### The Dark Mod
The Dark Mod ist eine Total Conversion der Doom-3-Engine, welche das Genre der Original-Reihe vertritt, und darauf aufbaut, aber aus Urheberrechtsgründen weder Original-Inhalte noch einige der Thief-spezifischen Konzepte oder Namen (z. B. ist der Name des Protagonisten offen) enthält. Das (bereits erreichte) Ziel des Kernteams war das Erstellen aller benötigten Inhalte (Sounds, Texturen, Code) sowie Werkzeugen (u. a. den Editor DarkRadiant), die Entwicklung von Missionen und Kampagnen übernimmt nun die Community. Das Projekt wird von Freiwilligen vorangetrieben, ist frei zugänglich und soll auch professionellen Ansprüchen genügen.
Nach den ersten beiden Demo-Missionen Thief's Den (Januar 2008) und The Tears of St. Lucia (21. Oktober 2008) folgte am 17. Oktober 2009 die Version 1.0 und seitdem bereits sechs weitere Veröffentlichungen.
Seit 2009 sind bereits über 150 Fan Missionen erstellt worden, darunter einige Kampagnen mit mehreren Einzelmissionen – einige der Missionen liegen auch in deutscher oder französischer Sprache vor.
Im Oktober 2013 veröffentlichte das TDM-Team Version 2.0 ihres Spiels. Dieses ist nun dank der open-source id-tech4 Engine und der eigens kreierten Texturen und Mapgegenstände ohne Doom3 spielbar.